# 洛亚诺
洛亚诺是意大利艾米利亚-罗马涅大区博洛尼亚省的一个镇。
博洛尼亚大学以天文学家乔瓦尼·多梅尼科·卡西尼命名的天文台即位于洛亚诺。